# Gossip Girl (televisieserie)
Gossip Girl was een Amerikaanse dramaserie. In de Verenigde Staten werd de serie sinds 19 september 2007 uitgezonden op The CW. In Nederland werd de eerste aflevering uitgezonden op 3 juni 2008 op Net5, waarna in België op 24 juli 2008 werd begonnen met uitzenden op VijfTV. De serie wordt gezien als de opvolger van The O.C. en werd tevens door dezelfde makers gecreëerd.
De serie is gebaseerd op de gelijknamige boekenreeks van schrijfster Cecily von Ziegesar. Het doelpubliek van de serie is tieners en jongvolwassenen en gaat dan ook over een groep 16- en 17-jarigen die opgroeien in de bovenklasse van New York.

## Geschiedenis
De makers van Gossip Girl bestelden voor het eerste seizoen 22 afleveringen. Door de schrijversstaking in Hollywood eind 2007 en begin 2008 werden er echter maar achttien afleveringen gemaakt. Op 3 maart 2008 werd bekendgemaakt dat de serie een tweede seizoen zou krijgen. Net5 zond dit seizoen in 2009 uit. Op 16 februari 2010 werd aangekondigd dat de serie een vierde seizoen kreeg. Op 27 april 2011 maakte The CW bekend dat er een vijfde seizoen kwam.
De eerste vijf afleveringen van seizoen 3 werden in Nederland uitgezonden in januari 2010. Vanaf 29 november 2010 zond Net5 opnieuw het derde seizoen uit. De zender stopte opnieuw met uitzenden na de vijfde aflevering.
In België stopte VijfTV in 2008 na zes afleveringen met het uitzenden van de serie. Vanaf 11 september 2010 zond de zender opnieuw Gossip Girl wekelijks uit. In januari 2011 veranderde het uitzendschema opnieuw en werd de serie iedere werkdag uitgezonden.
In mei 2011 maakten de makers bekend dat Jessica Szohr en Taylor Momsen geen hoofdrol meer kregen in het vijfde seizoen. Hun rollen degradeerden tot gastrollen. Kaylee DeFer, die in seizoen vier een gastrol speelde als Charlie Rhodes, werd in het vijfde seizoen toegevoegd aan de hoofdrollen.

## Plot
Gossip Girl vertelt het verhaal van een aantal rijke tieners die leven in de Upper East Side in New York. Terwijl ze op het punt staan naar de meest belangrijke universiteiten te gaan, gebeuren er allerlei dingen onderling. De grote vragen zijn niet: wie studeert af met het beste cijfer. Maar eerder: Wie heeft het meeste geld, wie doet het met wie, wie is de Queen Bee van het Constance Billard en natuurlijk, wie gaat met wie naar het Prom? En wie kan je beter inlichten over iedereen die ertoe doet dan Gossip Girl? Kristen Bell spreekt de stem in van Gossip Girl. Gossip Girl heeft een website en weet élk schandaal van íedereen die ertoe doet. Zij stuurt de hele serie door sms'jes naar iedereen met de nieuwste schandaligste roddels. Hoe je een Gossip Girl sms kan herkennen? Simpel. Iedereens mobiel gaat vlak na elkaar af.
De serie draait om Serena van der Woodsen, Blair Waldorf, Dan Humphrey, Nate Archibald, Chuck Bass, Jenny Humphrey, Vanessa Abrams, Lily van der Woodsen, Rufus Humphrey en hun vrienden.

### Seizoen 1
Serena van der Woodsen (Blake Lively) komt onverwachts terug naar New York nadat ze uit het niets verdween naar een kostschool in Connecticut. Ze is niet meteen welkom bij haar beste vriendin Blair Waldorf (Leighton Meester), die door de afwezigheid van Serena Queen Bee is geworden op school. Als Blair erachter komt dat haar vriendje Nate Archibald (Chace Crawford) zijn maagdelijkheid heeft verloren aan Serena een jaar daarvoor, wil Blair de vriendschap niet voort laten duren. Serena ontmoet dan buitenstaander Dan Humphrey (Penn Badgley) en begint een relatie met hem. Nadat de reden voor terugkomst van Serena bekend wordt, de zelfmoordpoging van haar broertje Eric (Connor Paolo), sluiten Blair en Serena weer een vriendschap.
Hoewel Dan niets te maken wil hebben met het wereldje rond de Upper East Side wil zijn zus, Jenny Humphrey (Taylor Momsen) niets liever dan bij de populaire meisjes op school horen. Ze doet er dan ook alles aan om bij Blair in de smaak te vallen. Als Blair merkt dat haar relatie met Nate niet meer goed loopt brengt ze de nacht door met zijn beste vriend, Chuck Bass (Ed Westwick) die gevoelens voor haar krijgt,wat de nodige druk op de vriendschap met Nate zet.
Lily van der Woodsen (Kelly Rutherford) zoekt Rufus Humphrey (Matthew Settle) op en onderzoeken welke gevoelens ze nog voor elkaar hebben, Lily besluit dat hun relatie tot het verleden behoort als ze het huwelijksaanzoek van Bart Bass (Robert John Burke) accepteert.

### Seizoen 2
In de zomer probeert Blair Chuck jaloers te maken met James (Patrick Heusinger). Als James zijn liefde betuigt en opbiecht dat hij een Engelse Lord is, is Blair meteen geïnteresseerd. Ze wordt ook voorgesteld aan Cyrus, de nieuwe vriend van haar moeder Eleanor, die gaan trouwen. Serena en Nate hebben een nep-relatie die moet verbloemen dat Nate een relatie heeft met een oudere getrouwde vrouw, Catherine Mason (Mädchen Amick). Als Catherine Nate gaat chanteren probeert Vanessa te helpen, maar ze maakt het alleen erger. Nate zijn familie is niet meer zo vermogend. Ondertussen blijven Blair en Chuck om elkaar heen draaien en besluiten dat het geen goed idee is om een relatie te beginnen. Al zijn ze allebei ook niet gelukkig met die afspraak. Toch blijven ze met elkaar te maken hebben en begint Chuck steeds meer te beseffen dat hij echt wat voelt voor Blair. Maar Blair besluit iets te beginnen met Nate wat een flinke druk brengt op zijn vriendschap met Chuck...
Jenny ondergaat dit seizoen een rebelse fase. Tijdens de zomer werkt ze als stagiair bij Eleanor Waldorf, als deze haar alleen als sloof gebruikt zonder daar de eer van te krijgen zorgt model Agnes (Willa Holland) ervoor dat ze een eigen kledinglijn opstart. Agnes heeft een slechte invloed op Jenny en Nate weet te zorgen dat ze niet verder afglijdt. Jenny wilde zelfs het huis uit omdat haar vader een contract niet wilde tekenen maar Lily zorgt er uiteindelijk voor dat ze terug naar haar vader gaat.
Dan heeft dit seizoen een knipperlicht-relatie met Serena, maar deze komt ten einde als hij verliefd wordt op de nieuwe docent op school: Rachel Carr (Laura Breckenridge) Ze hebben maar kort een relatie als Dan erachter komt dat Rachel verantwoordelijk is dat Blair niet naar Yale gaat.
Serena heeft deze periode niet echt aandacht te kort van jongens, ze heeft een knipperlicht-relatie met Dan, ze heeft iets de artistieke Aaron Rose die veel indruk op haar maakt en ze begint wat met de Gabriël, de ex van haar vriendin Poppy Lifton... Helaas wordt het met hen allen niks, maar krijgt haar "avontuurtje" met die verboden-maar-oh-zo-onweerstaanbare vriend van haar vriendin een onverwachte wending... Ook wordt ze opgepakt door de politie omdat ze beschuldigd wordt van diefstal. En surprise surprise: de aanklacht kwam van niemand minder dan haar eigen moeder. Vreemd? Ja, zelfs voor de Upper-East Side. Rufus wilde op die avond een aanzoek doen aan Lily, maar dat ging dus niet door.
Nadat Bart Bass overlijdt heeft Chuck het even erg moeilijk. En wanneer blijkt dat híj het bedrijf van zijn vader (Bass Industries) verliest, nemen de problemen alleen maar toe. Want Bart zijn broer Jack (Desmond Harrington) aasde op het bedrijf. Jack verzint een plan waardoor Chuck het bedrijf moet overdragen aan hem. Maar met hulp van Lily weet hij het uiteindelijk weer terug te krijgen. Doordat Lily Chuck adopteert heeft ze een meerderheidsbelang in het bedrijf en weten ze Jack op deze manier Bass Industries uit te werken. Als Lily en Rufus een relatie beginnen vertelt Cece (de moeder van Lily) aan Rufus dat Lily jaren geleden zijn zoon heeft afgestaan. Ze gaan op zoek naar hem en ontmoetten de adoptieouders. Zij liegen dat hun zoon is overleden om ervoor te zorgen dat hij niet opgeëist kan worden door Lily en Rufus.
Aan het eind van het 2e seizoen vraagt Blair aan Chuck hoe het nu tussen hen zit; of hij haar echt leuk vindt of dat het gewoon een spelletje is. Chuck zegt dat het een spelletje is en Blair vertrekt naar huis, naar Nate. Maar als Serena vraagt of dat echt zo is dan zegt hij nee. Als ze vraagt waarom hij dat dan zegt, antwoordt hij; omdat ik van haar hou en ik denk dat ze gelukkig kan worden met Nate.Maar het tegendeel blijkt waar, Blair maakt het uit met Nate en helemaal in de laatste aflevering krijgen Chuck en Blair toch wat met elkaar.

### Seizoen 3
Blair en Chuck hebben dit seizoen nog steeds een relatie, maar hebben wel hun eigen regels en spelletjes. Blair probeert haar populaire status ook op de universiteit te behouden, maar dit mislukt dankzij Georgina Sparks (Michelle Trachtenberg). Als Blair eindelijk van haar rivale verlost is werkt ze aan haar populariteit met nieuwe meisjes die haar volgen. Chuck probeert dit seizoen uit de schaduw van zijn vader te stappen door een hotel en een club te openen. Als Chuck bij het graf van zijn vader een vrouw ziet raakt hij geïntrigeerd. Het blijkt dat het zijn doodgewaande moeder is. Door een aanklacht van seksuele intimidatie draagt hij zijn hotel over aan zijn moeder. Die verraadt hem en draagt het over aan zijn oom, Jack Bass. Chuck krijgt het hotel terug door Blair aan te bieden aan zijn oom. Als Blair hierachter komt verbreekt ze de relatie. Als Chuck zijn pogingen om deze te herstellen mislukken, gaat hij naar Praag om te feesten en wordt daar overvallen en neergeschoten.
Serena komt terug uit Europa na haar zoektocht naar haar vader. Haar vader heeft ze niet gevonden, maar ze houdt er wel een relatie met Carter Baizen (Sebastian Stan) aan over. Serena besluit om niet naar de universiteit Brown te gaan en wil dit verborgen houden voor Lily en Rufus. Als Serena een baan vindt bij een pr-bedrijf heeft Lily er vrede mee dat ze niet naar de universiteit gaat.
Nate begint een relatie met Bree Buckley (Joanna García) een lid van een rivaliserende familie. Hoewel hij dacht dat het liefde was gebruikte zij hem om Carter terug te pakken. Later beseft hij dat hij gevoelens heeft voor Serena die in een affaire met zijn neef Tripp (Aaron Tveit) is beland. Als hij een relatie krijgt met Serena probeert Jenny deze te saboteren. Als hij te horen krijgt dat ze heeft gezoend met Dan wil hij haar vergeven, maar Serena beëindigd de relatie. Vanessa krijgt een relatie met Scott (Chris Riggi) die verborgen houdt dat hij de zoon van Lily en Rufus is. Deze relatie loopt stuk als Scott besluit bij zijn adoptieouders te wonen.
Dan is meer op zijn plaats op de universiteit dan op de middelbare school. Hij krijgt een relatie met filmster Olivia Burke (Hilary Duff) die een normaal leven probeert te leiden. Nadat Olivia weggaat om een film op te nemen worstelt Dan met zijn gevoelens voor Vanessa. Hun relatie loopt niet helemaal op rolletjes door concurrentie met hun studie. Als Vanessa een stage krijgt op Haïti besluiten ze een afstandsrelatie te beginnen.
Jenny is de nieuwe Queen Bee op school. Ze wil het anders doen dan haar voorganger Blair, maar komt er snel achter dat dit niet kan en zet hiermee haar vriendschap met Eric op het spel. Jenny krijgt ook een relatie met ambassadeurszoon Damien (Kevin Zegers) die een drugsdealer blijkt te zijn. Als deze relatie stuk loopt probeert ze Nate te verleiden, wat mislukt. Als ze haar maagdelijkheid verliest aan Chuck besluit ze een tijdje bij haar moeder te gaan wonen.
Het huwelijk van Rufus en Lily komt in een storm terecht als blijkt dat Lily heeft verzwegen dat ze de vader van Serena en Eric heeft bezocht. Als William van der Woodsen (William Baldwin) New York bezoekt lopen de spanningen tussen Lily en Rufus op. Als blijkt dat hij bij Lily al die tijd een foute diagnose stelt vlucht hij weg.

### Seizoen 4
Chuck blijkt in leven te zijn nadat hij gered is door een Frans meisje, Eva (Clémence Poésy) die geen idee heeft wie hij is. Hij wil afstand nemen van Chuck Bass en neemt een valse naam aan. Als hij zich bekendmaakt aan Eva gaan ze samen naar New York. Blair heeft nu les op Columbia en is bezig de relatie kapot te maken en het lukt haar. Als Chuck erachter komt dat Blair de schuldige is, verklaart hij haar de oorlog. Later maken ze het weer goed, maar hun relatie blijft ingewikkeld. Blair is verloofd met Louis, maar gaat vreemd met Chuck de nacht van haar verlovingsfeestje op een Joods feest, terwijl Louis (de Franse prins van seizoen 3) adellijk op haar wacht. Blair besluit dat ze toch bij Chuck wil blijven, omdat ze nog altijd zielsveel van hem houdt, maar hij vindt dat geen goed idee. Hij denkt dat ze gelukkiger zal zijn met haar Franse prins en geeft haar en Louis dan ook zijn 'blessing'. De twee nemen emotioneel afscheid. Blair gaat naar Monaco voor de zomer en Chuck besluit de wereld rond te reizen met Nate.
Serena en Blair vieren de zomer in Parijs. Als ze teruggaan naar New York gaan ze allebei naar dezelfde school, Columbia. Ze gaan ook samenwonen. Serena houdt zich bezig met het kiezen tussen Nate en Dan. Als ze niet kan kiezen raakt ze geïnteresseerd in een man die telkens een taxi voor haar neus wegkaapt. Als ze uitgaan blijkt dat Colin (Samuel Page) haar professor is.
Dan krijgt een verrassing te verwerken als blijkt dat Georgina bevallen is van zijn zoon. Als Georgina Milo bij hem achter laat begint hij een band te krijgen met hem. Als later Georgina terugkomt blijkt dat het zijn kind niet is en neemt ze hem weer mee. Ondertussen krijgt Dan weer een relatie met Vanessa maar het blijkt dat hij toch nog gevoelens heeft voor Serena.
Nate krijgt een relatie met Juliette Sharp (Katie Cassidy). Deze relatie loopt goed tot Nate erachter komt dat Juliette dingen voor hem verborgen houdt. Juliette is bezig met een wraakplan tegen Serena, in opdracht van haar broer Ben die in de gevangenis zit. Ze begint deze alleen maar krijgt daarna hulp van Vanessa en Jenny.
Het seizoen wordt interessant geëindigd met een close-up van een positieve zwangerschapstest en laat het nou ook net zo zijn dat Chuck & Blair 3 weken daarvoor intiem zijn geweest op een bar mitswa.

### Seizoen 5
Het seizoen begon in Los Angeles toen Chuck en Nate besloten om Serena te bezoeken. Chuck heeft hernieuwde filosofische ideeën en zegt 'ja' tegen alles, zelfs dodelijke stunts. Serena blijft werken aan de filmset en wordt aan het einde van het seizoen een fulltimebaan aangeboden. Nate begint een affaire met een oudere vrouw, Diana Payne (Elizabeth Hurley), die misschien wel een andere bedoeling kan hebben om in een relatie te zijn met Nate. Terug in New York komt Dan erachter dat Vanessa een hoofdstuk van zijn roman heeft gepubliceerd, Blair gaat door met het plannen van haar huwelijk met Louis, en ze komt er ook achter dat ze zwanger is. Nadat ze zich dat realiseert, heeft ze nog steeds gevoelens voor Chuck, dus besluiten Blair en Chuck om samen weg te gaan, maar dan raken ze betrokken bij een auto-ongeluk. Als gevolg van het ongeluk verliest Blair haar baby, sterft Chuck bijna en trouwt Blair uiteindelijk met Louis. 
Het seizoen is ook gericht op Nate die de online roddelsite NYSpectator runt, Blair en Dans vriendschap, die in een relatie verandert, Chucks zoektocht naar zijn moeder wat ertoe leidt dat hij  dat zijn vader, Bart, nog in leven is, en de gevolgen van CeCe's dood op Lily en haar huwelijk met Rufus. Aan het einde van het seizoen maakt Blair een keuze tussen Dan en Chuck, en maakt Lily een keuze tussen Bart en Rufus. Serena verlaat de stad terwijl Dan besluit om een nieuw boek te schrijven over de Upper East Side, met de hulp van Georgina.

### Seizoen 6
Chuck, Nate, Dan, Blair en Georgina vinden Serena terug op een bruiloft waardoor de vrienden dachten dat ze ging trouwen. Maar het waren de vrienden van haar nieuwe vriend Steven die gingen trouwen. Serena wilde zich afzonderen van haar vrienden en heeft dan Steven gevonden voor een nieuw begin terug te maken. Blair heeft het vertrouwen gekregen van haar moeder om het familiebedrijf te runnen. Hierdoor kan ze niet met Chuck zijn want ze willen allebei eerst hun doelen hebben bereikt vooraleer ze bij elkaar kunnen zijn. Dan heeft samen met Georgina een boek geschreven waarvan elk hoofdstuk over een van zijn vrienden gaat. Het eerste hoofdstuk heeft hij aan The Spectator, waarvan Nate de baas is, verkocht. Dat hoofdstuk ging over zijn vader die nu samen is met Ivy Dickens. Hij heeft alle hoofdstukken gepubliceerd waardoor Nate, Chuck en Blair woedend op hem waren. Serena wou de dochter (Sage) van Steven beter leren kennen, maar Sage zag dat niet zitten omdat ze bijna even oud waren. Sage slaagt erin om de relatie tussen haar vader en Serena te verbreken. Hierdoor ging Serena vaker door met Dan waardoor ze terug verliefd wordt op hem. Maar toen Dan zijn hoofdstuk over Serena poste, was ze boos en wou Upper East Side verlaten. Chuck komt te weten dat zijn vader betrokken is geraakt met een olieschandaal en hij zoekt bewijzen tegen zijn vader. Dit is moeilijk want Bart chanteert Nate omdat Nate de cijfers van The Spectator had vervalst en hierdoor in de cel kan geraken. Toen Chuck bijna de bewijzen had, werden die vernietigd door Lily die opnieuw een relatie had met Bart. Bart zei tegen Chuck dat hij niks zou vinden en dat het beter zou zijn als hij alleen naar Rusland zou gaan en nooit meer zou terugkomen. Hij aanvaardde het aanbod. Toen er een bal was ter ere van Bart, zag Blair dat het vliegtuig van Chuck was neergestort. Toch kwam Chuck op het bal zijn vader beschuldigen wegens poging tot moord op zijn eigen zoon. Het feest was gedaan en Bart en Chuck ontmoeten elkaar op het dak van The Empire. Dit draait uit op een ruzie waardoor Bart van het dak valt. Op dit moment komt Blair ook op het dak en is ze getuige. Blair en Chuck vluchtten en roepen de hulp in van Chucks oom. Chuck en Blair trouwen zodat Blair niet moet getuigen tegen Chuck en omdat er dan geen getuigen zijn wordt Chuck niet schuldig bevonden. Dan had stiekem het hoofdstuk van Serena maar dan een andere versie, in haar rugzak gestopt. Wanneer Serena dit leest besluit ze toch niet te vertrekken. Nate die problemen heeft met The Spectator krijgt een verhaal aangeboden waardoor zijn problemen werden opgelost. Uiteindelijk wordt de identiteit van Gossip Girl onthult. Het is een van hun vrienden van wie ze het nooit verwacht hadden. Dan vertelt dat hij al die tijd Gossip Girl geweest is. Serena besluit dat ze dit niet erg vindt en dat ze door wil gaan met Dan. Na 5 jaar hebben Chuck en Blair een kind en gaan Serena en Dan trouwen. Lily en Rufus kussen in de laatste aflevering, maar lily is terug met haar allereerste man (William) en Rufus heeft een nieuwe vriendin.

## Rolverdeling
| Personage              | Acteur           | Biografie | Seizoen(en) |
| ---------------------- | ---------------- | --- | ----------- |
| Serena van der Woodsen | Blake Lively     | Serena was ooit het meest populaire meisje van school dat bekendstond om haar seksuele escapades en drank- en drugsgebruik. Op een dag verliet ze plots de Upper East Side om op internaat te gaan en wanneer ze terugkeert vraagt iedereen zich af waarom ze eigenlijk wegging. Men komt achter haar 'geheim' en dit verwoest haar vriendschap met Blair; althans voor even. Ook begint ze uit te gaan met Dan. | 1-6         |
| Blair Waldorf          | Leighton Meester | Blair is een populair lid van het leven in de bovenklasse én de beste vriendin van Serena. Ze is nogal onzeker en heeft het gevoel dat ze altijd moet concurreren met haar blonde vriendin. Als deze na een jaar terugkeert van de kostschool, vreest Blair dan ook voor haar populariteit. Ze heeft al een lange periode een relatie met Nate, maar wanneer deze op de klippen loopt, groeit ze meer en meer naar Chuck toe. Later wordt ze dan ook daadwerkelijk verliefd op Chuck en aan het eind van seizoen 4 blijkt zo ook mogelijk zwanger te zijn van hem. | 1-6         |
| Dan Humphrey           | Penn Badgley     | Dan is een tiener die op school niet opvalt. Hij is de oudere broer van Jenny en zoon van Rufus en heeft een oogje op Serena. Tot zijn - en de anderen van de Upper East Side- grote verbazing wil ze met hem uitgaan. Nadat hun relatie is afgelopen besluiten ze vrienden te blijven, maar dat valt hen zwaarder dan verwacht. | 1-6         |
| Nate Archibald         | Chace Crawford   | Nate is de meest populaire jongen van de school die op zowel Blair als Serena verliefd is. De keuzes die hij maakt zijn meestal op dwang van zijn vader, die het leven van Nate al helemaal uitgepland heeft. Wanneer zijn relatie met Blair eindigt, toont hij belangstelling voor Vanessa Ambrams. Nadat hij weer contact heeft gehad met zijn grootvader, zet hij Vanessa aan de kant en begint weer een relatie met Blair. | 1-6         |
| Jenny Humphrey         | Taylor Momsen    | Jenny is de kleine zus van Dan en een eerstejaars op school. Ze wil niets liever dan bij het exclusieve clubje van Blair horen. Ze is ook heel veel bezig met mode en is een erg getalenteerde ontwerper. Als ze na een stage bij Eleanor (de moeder van Blair) een eigen kledinglijn start heeft dat desastreuze gevolgen. Haar beste vriend is Eric van der Woodsen. | 1-4         |
| Chuck Bass             | Ed Westwick      | Chuck is een manipulatieve cynist die overigens een grote rokkenjager is. Hij houdt van feesten en de regels overtreden en accepteert geen nee als antwoord. Hij wordt verliefd op Blair, maar hun passionele relatie is zeer ingewikkeld. Het is een geval van aantrekken en afstoten. | 1-6         |
| Vanessa Abrams         | Jessica Szohr    | Vanessa is de voormalig beste vriendin van Dan die na een jaar terug in zijn leven komt om hem terug te winnen. Zijn vriendin Serena is hier minder blij mee. Uiteindelijk wordt ze verliefd op Nate en ze begint een relatie met hem. Later krijgt ze toch nog een relatie met Dan. In seizoen 4 gaan ze uit elkaar. | 1-4         |
| Lily van der Woodsen   | Kelly Rutherford | Lily van der Woodsen is de veelvoudig gescheiden moeder van Serena en Eric. Ze is een voormalig groupie van Dans vader Rufus. Ze is de weduwe van Bart Bass. | 1-6         |
| Rufus Humphrey         | Matthew Settle   | Rufus Humphrey is de vader van Dan en Jenny. Hij is een voormalig rockster en is tegenwoordig de eigenaar van een kunstgalerie. Hij en Lily van der Woodsen hebben samen een verleden. | 1-6         |
| Gossip Girl            | Kristen Bell     | De voice-over van de serie die een eigen weblog bijhoudt, waarop roddels van de scholieren worden geplaatst. | 1-6         |
| Charlie Rhodes         | Kaylee DeFer     | Charlie Rhodes is het nichtje van Serena en Eric. Nadat ze jaren in Florida heeft gewoond komt ze weer in contact met haar familie tegen de wil van haar moeder in. | 2-6         |

## Muziek
Alexandra Patsavas is de muzieksupervisor van Gossip Girl. Hoewel ze in andere series vooral Onafhankelijke muziek en Alternatieve muziek gebruikt, is in Gossip Girl vooral top 40-muziek te horen:"Ik hou me vast aan oude favorieten als ik de huidige popmuziek bekijk. Deze serie gaat om middelbare scholieren in New York, we zullen absoluut bands uit New York gebruiken, maar deze jongeren luisteren ook radio." The Transcenders hebben de openingsmuziek van de serie gemaakt. Ook hebben ze de muziek van Lincoln Hawk, de fictieve band van Rufus Humphrey, geschreven en opgenomen.
De serie heeft muzikale mix van indie rock, top 40-muziek en lokale New York artiesten. Sommige bekende artiesten hebben nummers die in de serie zijn gebruikt zoals The Virgins, The Kills, The Ting Tings en MGMT. Een originele soundtrack, OMFGG - Original Music Feautured in Gossip Girl No.1, is uitgebracht in oktober 2008. De iTunes-versie van het album bevatten twee originele liedjes uit de serie: Everytime van de fictieve band Lincoln Hawk, en een cover van Fergies nummer Glamorous van The Constance Billard Choir, een fictief schoolkoor.
Ook hebben verschillende muzikanten een cameo gemaakt zoals The Pierces, Cyndi Lauper, Robyn, Sonic Youth en No Doubt (als de fictieve band Snowed Out).

## Locaties

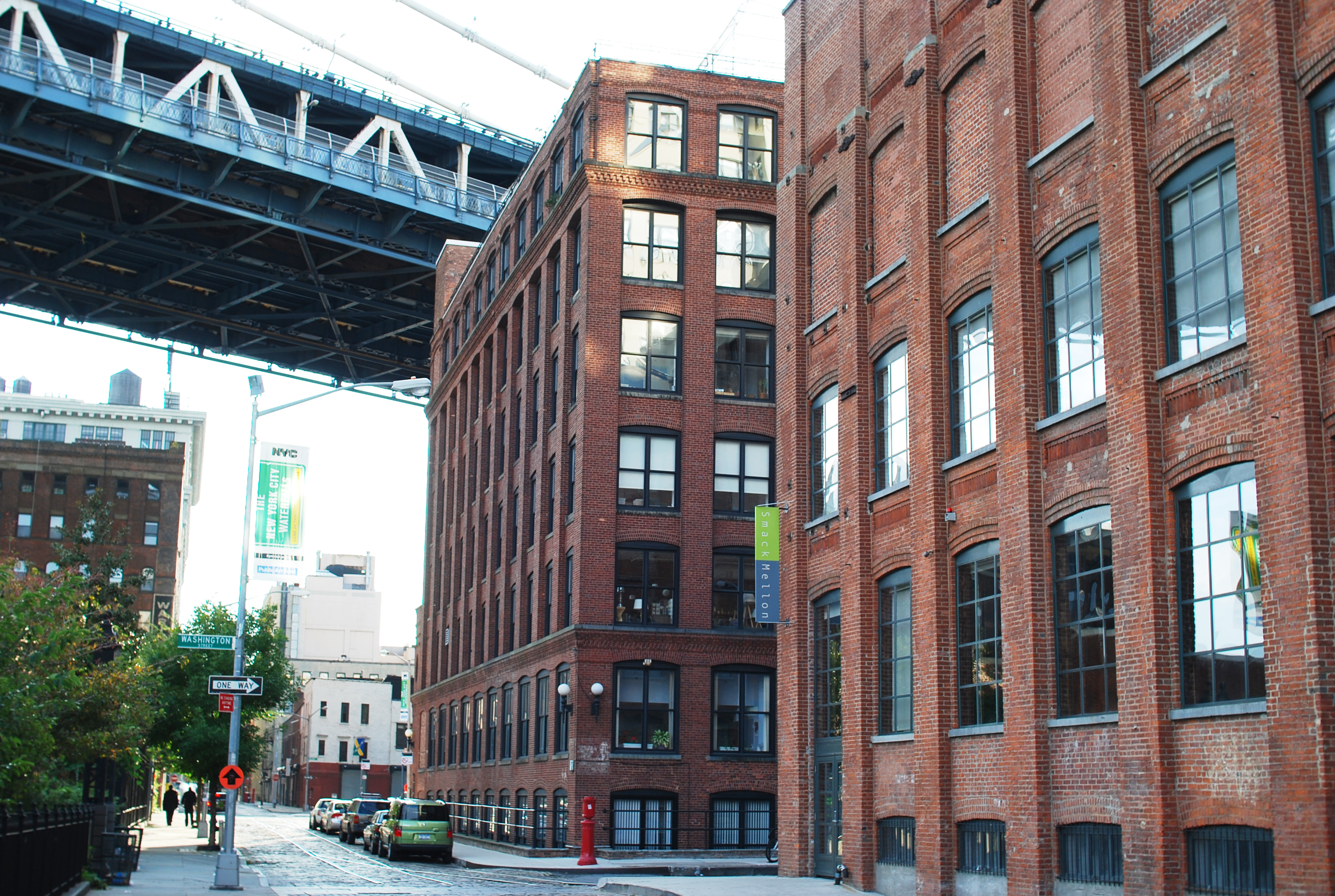
De loft van de Humphreys

Gossip Girl werd gefilmd in New York en veel locaties kunnen herkend worden in de show. Het Museum of the City of New York (A), Metropolitan Museum of Art (D) en The Synod of Bishops (C) vormen de buitenkant voor de scholen Constance Billard School voor meisjes en St.Jude's School voor jongens.
De Bass en Van der Woodsen-familie woonden in het New York Palace Hotel (G) die gelegen is op 51st Street en Madison Avenue. Tegenwoordig woont de Van der Woodsen-familie in het Milan Condominium (F) gelegen aan 300 E 55th St. in de wijk Chelsea in Manhattan. Het Waldorf appartement (B) is gelegen aan 1136 5th Avenue. Het huis van de Archibald-familie (E) staat aan 4 East 74th Street in de Upper East Side. De loft waar de Humphreys wonen ligt aan de Washington Street en Plymouth Street (I) in Brooklyn
Eleanor Waldorfs boutiek is Rubin Chapelle (H), gelegen aan 410 W 14th St. tussen Ninth Avenue en Tenth Avenue.

## Merchandise

### Dvd's
| Naam                    | Datum uitgave     | Datum uitgave     | Datum uitgave |
| Naam                    | Regio 1           | Regio 2           |               |
| ----------------------- | ----------------- | ----------------- | ------------- |
| Gossip Girl - Seizoen 1 | 19 augustus 2008  | 18 augustus 2008  |               |
| Gossip Girl - Seizoen 2 | 18 augustus 2009  | 28 september 2009 |               |
| Gossip Girl - Seizoen 3 | 24 augustus 2010  | 23 augustus 2010  |               |
| Gossip Girl - Seizoen 4 | 23 augustus 2011  | 15 augustus 2011  |               |
| Gossip Girl - Seizoen 5 | 25 september 2012 | 3 september 2012  |               |
| Gossip Girl - Seizoen 6 | 12 februari 2013  | 18 februari 2013  |               |

### Kledinglijn
In 2009 creëerde Anna Sui een kledinglijn geïnspireerd op Gossip Girl.
Op 16 september 2011 werd aangekondigd dat Warner Bros en het merk Romeo & Juliet Coutoure hebben samengewerkt om Gossip Girls officiële kledinglijn samen te stellen, geïnspireerd op de hoofdrolspeelsters Serena van der Woodsen en Blair Waldorf. De lancering van de kledinglijn vond plaats op 26 september 2011, dezelfde dag als de première van het vijfde seizoen.

## Onthaal

### Prijzen en nominaties
| Jaar | Prijs                 | Categorie                       | Genomineerde(n)       | Uitslag     |
| ---- | --------------------- | ------------------------------- | --------------------- | ----------- |
| 2008 | Teen Choice Award     | Choice TV Show Drama            |                       | gewonnen    |
| 2008 | Teen Choice Award     | Choice TV Breakout Show         |                       | gewonnen    |
| 2008 | Teen Choice Award     | Choice TV Actress Drama         | Blake Lively          | gewonnen    |
| 2008 | Teen Choice Award     | Choice TV Breakout Female       | Blake Lively          | gewonnen    |
| 2008 | Teen Choice Award     | Choice TV Breakout Male         | Chace Crawford        | gewonnen    |
| 2008 | Teen Choice Award     | Choice TV Villain               | Ed Westwick           | gewonnen    |
| 2008 | Teen Choice Award     | Choice TV Actress Drama         | Leighton Meester      | genomineerd |
| 2008 | Teen Choice Award     | Choice TV Actor Drama           | Chace Crawford        | genomineerd |
| 2008 | Teen Choice Award     | Choice TV Actor Drama           | Penn Badgley          | genomineerd |
| 2008 | Teen Choice Award     | Choice TV Breakout Female       | Leighton Meester      | genomineerd |
| 2008 | Teen Choice Award     | Choice TV Breakout Female       | Taylor Momsen         | genomineerd |
| 2008 | Teen Choice Award     | Choice TV Breakout Male         | Ed Westwick           | genomineerd |
| 2008 | People's Choice Award | Favorite New TV Drama           |                       | genomineerd |
| 2009 | Teen Choice Award     | Choice TV Show Drama            |                       | gewonnen    |
| 2009 | Teen Choice Award     | Choice TV Actor Drama           | Chace Crawford        | gewonnen    |
| 2009 | Teen Choice Award     | Choice TV Actress Drama         | Leighton Meester      | gewonnen    |
| 2009 | Teen Choice Award     | Choice TV Villain               | Ed Westwick           | gewonnen    |
| 2009 | Teen Choice Award     | Choice Music Soundtrack         |                       | genomineerd |
| 2009 | Teen Choice Award     | Choice TV Actor Drama           | Penn Badgley          | genomineerd |
| 2009 | Teen Choice Award     | Choice TV Actress Drama         | Blake Lively          | genomineerd |
| 2009 | Teen Choice Award     | Choice TV Parental Unit         | Matthew Settle        | genomineerd |
| 2010 | People's Choice Award | Favorite TV Drama Actress       | Blake Lively          | genomineerd |
| 2010 | People's Choice Award | Favorite TV Obsession           |                       | genomineerd |
| 2010 | Teen Choice Award     | Choice TV Show Drama            |                       | gewonnen    |
| 2010 | Teen Choice Award     | Choice TV Actress Drama         | Leighton Meester      | gewonnen    |
| 2010 | Teen Choice Award     | Choice TV Actor Drama           | Chace Crawford        | gewonnen    |
| 2010 | Teen Choice Award     | Choice Female Scene Stealer     | Hilary Duff           | gewonnen    |
| 2010 | Teen Choice Award     | Choice TV Actress Drama         | Blake Lively          | genomineerd |
| 2010 | Teen Choice Award     | Choice TV Actor Drama           | Penn Badgley          | genomineerd |
| 2010 | Teen Choice Award     | Choice TV Villain               | Ed Westwick           | genomineerd |
| 2011 | Teen Choice Award     | Choice TV Show Drama            |                       | gewonnen    |
| 2011 | Teen Choice Award     | Choice TV Actor Drama           | Chace Crawford        | gewonnen    |
| 2011 | Teen Choice Award     | Choice TV Actress Drama         | Blake Lively          | gewonnen    |
| 2011 | Teen Choice Award     | Choice TV Actor Drama           | Penn Badgley          | genomineerd |
| 2011 | Teen Choice Award     | Choice TV Villain               | Ed Westwick           | genomineerd |
| 2011 | People's Choice Award | Favorite TV Drama               |                       | genomineerd |
| 2012 | Teen Choice Award     | Choice Television Drama Show    |                       | genomineerd |
| 2012 | Teen Choice Award     | Choice Television Actor Drama   | Penn Badgley          | genomineerd |
| 2012 | Teen Choice Award     | Choice Television Actor Drama   | Ed Westwick           | genomineerd |
| 2012 | Teen Choice Award     | Choice Television Actress Drama | Leighton Meester      | genomineerd |
| 2012 | Teen Choice Award     | Choice Television Villain       | Michelle Trachtenberg | genomineerd |
| 2012 | People's Choice Award | Favorite TV Drama Actress       | Blake Lively          | genomineerd |
| 2013 | Teen Choice Award     | Choice TV Show Drama            |                       | genomineerd |
| 2013 | Teen Choice Award     | Choice TV Actress Drama         | Blake Lively          | genomineerd |
| 2013 | Teen Choice Award     | Choice TV Actor Drama           | Penn Badgley          | genomineerd |
| 2013 | People's Choice Award | Favorite Network TV Drama       |                       | genomineerd |

### Amerikaanse kijkcijfers
De première van de serie werd bekeken door 3,50 miljoen kijkers, waarvan 1,6 miljoen tussen de leeftijd van 18-49 jaar. Het programma kreeg het meeste publiek dankzij America's Next Top Model, waardoor het seizoen met 3 miljoen kijkers eindigde. Het tweede seizoen ging in première met 3,43 miljoen kijkers en werd afgesloten met 2,23 miljoen kijkers. Het derde seizoen ging in première met 2,55 miljoen kijkers en werd afgesloten met 1,96 miljoen kijkers. Het vierde seizoen ging in première met 1,83 miljoen kijkers, waarvan 1 miljoen tussen de leeftijd van 18-49 jaar. Aflevering 4.04 deed het goed met 2,8 miljoen kijkers, 1,7 miljoen kijkers tussen de 18 en 34 jaar en 1,1 miljoen kijkers tussen de 18 en 49 jaar. Het vierde seizoen eindigde met 1,36 miljoen kijkers. Het vijfde seizoen ging in première met 1,37 miljoen kijkers en eindigde met 1,44 miljoen kijkers. Desondanks bleven tijdens heel seizoen 5 de kijkcijfers afnemen. Seizoen 6 ging in première met 0,78 miljoen kijkers, waardoor het niet alleen het minst bekeken seizoen van de serie was, maar ook de minst bekeken aflevering in de hele tijd looptijd van de serie. De daaropvolgende aflevering zag een daling tot 0,76 miljoen kijkers. De laatste aflevering van de serie werd bekeken door 1,55 miljoen kijkers, de bestbekeken aflevering sinds seizoen 4.